# (142758) Connolly
Pour les articles homonymes, voir Connolly.
(142758) Connolly est un astéroïde de la ceinture principale.

## Description
(142758) Connolly est un astéroïde de la ceinture principale. Il fut découvert le 10 octobre 2002 à l'observatoire d'Apache Point par le programme Sloan Digital Sky Survey. Il présente une orbite caractérisée par un demi-grand axe de 2,41 UA, une excentricité de 0,12 et une inclinaison de 0,8° par rapport à l'écliptique.

## Compléments